# Río Tweed (Nueva Gales del Sur)
El río Tweed es un río situado en la región de los Ríos del Norte de Nueva Gales del Sur, Australia . Desde el tramo medio de su curso, el límite estatal entre Nueva Gales del Sur y Queensland se encuentra aproximadamente a 10 km al norte.
El río nace en las laderas orientales de la Gran Cordillera Divisoria; su cuenca está bordeada por las cordilleras McPherson, Burringbar, Condong y Tweed y tiene una superficie de 1055 km². El río fluye generalmente hacia el noreste, junto con ocho afluentes, incluidos los ríos Oxley y Rous, antes de llegar a su desembocadura en su confluencia con el Mar de Coral del Océano Pacífico Sur, al sur de Point Danger; descendiendo 173 metros a lo largo de su curso de 78 kilómetros.
En su recorrido, pasa por los principales centros urbanos de Murwillumbah y Tweed Heads .
La cuenca hidrográfica del río está formada principalmente por la caldera de erosión del volcán Tweed, un enorme volcán extinto cuyo cuello volcánico es el monte Warning. La zona del río Tweed tiene un clima subtropical agradable, con abundantes precipitaciones y suelos fértiles de origen volcánico. Originalmente estaba cubierta por selva tropical, de la cual ha quedado poca superficie. Todavía quedan algunos restos en varios parques nacionales y reservas naturales. Las tierras bajas a lo largo del río se utilizan para el cultivo de caña de azúcar y otros productos.
El condado circundante de Tweed es un área de gobierno local de Nueva Gales del Sur. Cada año, el río acoge una serie de importantes eventos acuáticos.  Los tramos inferiores del río Tweed son un buen sitio para la pesca recreativa. El esquí acuático, la navegación a vela y el remo son otras actividades populares en la parte baja del río.

## Historia

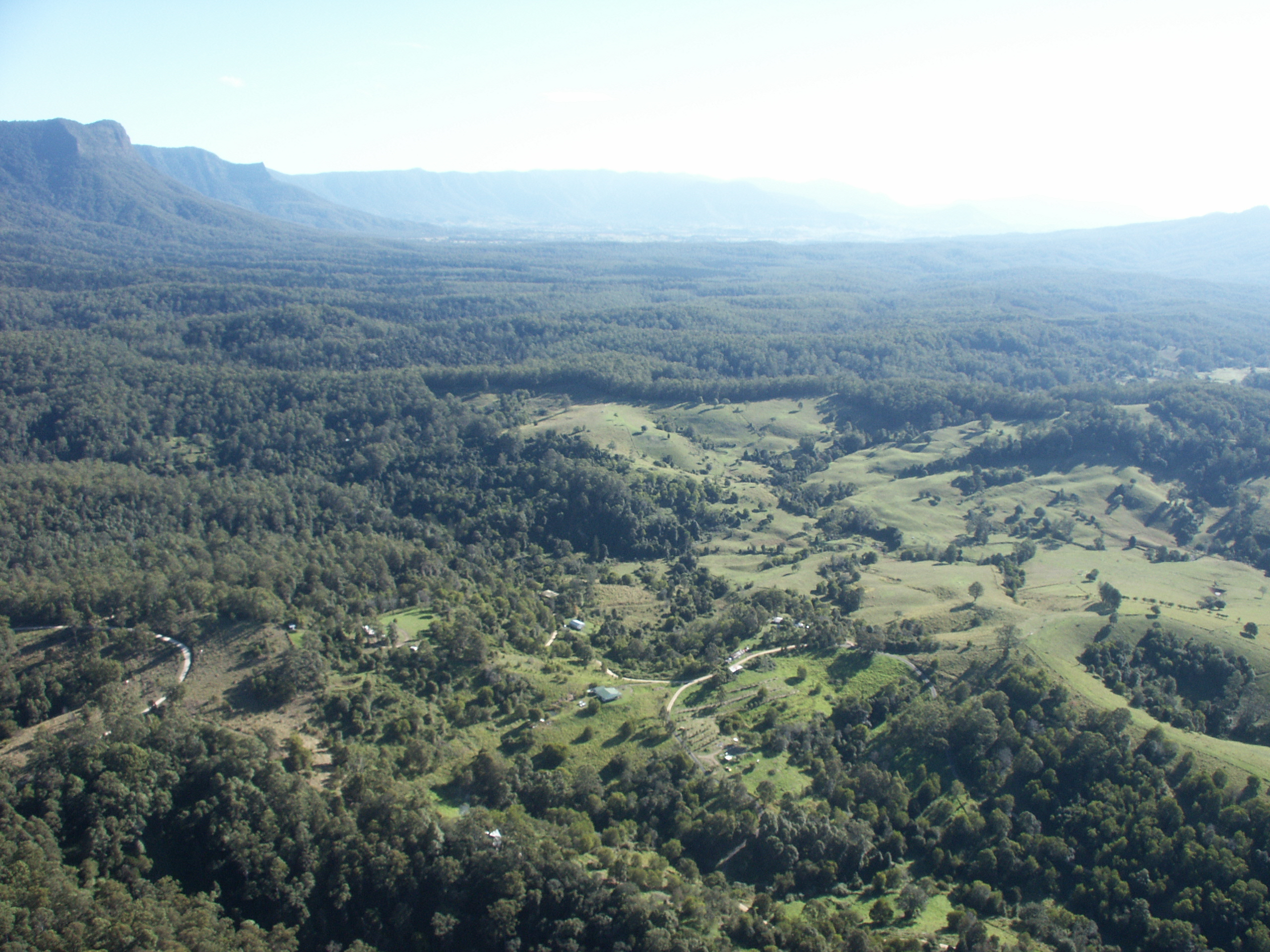
Valle superior del Tweed

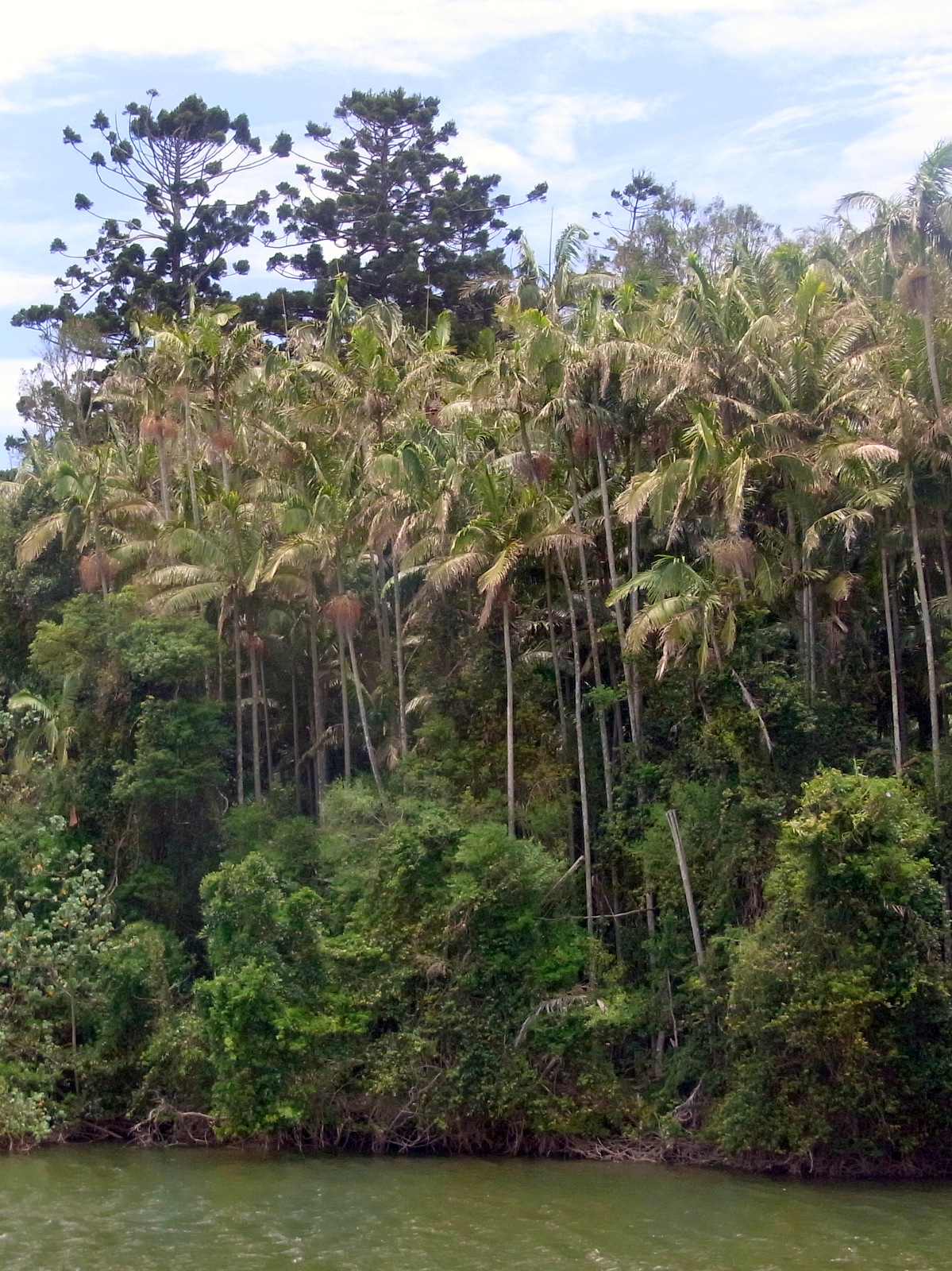
Isla Stotts en Tumbulgum, 2012

### Historia aborigen
Los custodios tradicionales de las tierras que rodean el río Tweed son los pueblos aborígenes que hablan los dialectos minyungbul, tulgi-gin, cudgenburra y mooburra. El yugembah (también conocido como yugumbir, jugambel, jugambeir, jugumbir, jukam o jukamba) es una de las lenguas aborígenes australianas de las zonas que incluyen el valle del río Tweed, la Gold Coast, el valle de Logan, el Scenic Rim y otras zonas. El río Albert, Beaudesert, Beenleigh, Coolangatta, Coomera, el río Logan, Pimpama y Tamborine se encuentran dentro de los límites administrativos de la ciudad de Gold Coast, la ciudad de Logan, el Consejo Regional de Scenic Rim y el valle del río Tweed.

### Descubrimiento y denominación europea
El primer explorador europeo que vio el río fue John Oxley, en 1823.  Como Agrimensor General, Oxley realizó un examen minucioso del río Tweed y Port Curtis, y las fuentes conectaron esa investigación, principalmente el diario manuscrito llevado por Oxley y la Narrativa publicada de John Uniaeke, quien acompañó a Oxley. 

### Estabilización de la desembocadura
Los primeros muros de protección del cauce se construyeron en 1891. Entre 1898 y 1904 se construyeron muros de protección desde Chinderah hasta la desembocadura. En 1962, se ampliaron est9s muros con el fin de mantener un canal profundo. Esta medida no logró impedir que el canal se encenagara, sino que, por el contrario, obligó a realizar dragados periódicos e impidió por completo la deriva litoral de arena hacia el norte. Las playas del sur de Gold Coast pronto se vieron afectadas por una intensa erosión durante las tormentas que no se reponía.
En 1998 se dragó la desembocadura del río para limpiarla de arena y hacerla navegable. Se retiraron tres millones de metros cúbicos de arena de la desembocadura del río. En 2001, se implementó un sistema artificial de desvío de arena basado en parte en el exitoso funcionamiento del Gold Coast Seaway. El nivel de arena en las playas del sur de Gold Coast volvió pronto a los niveles anteriores a la década de 1960.

#### Uso coloquial
Aunque algunas partes del río se encuentran a pocos kilómetros dentro del territorio de Nueva Gales del Sur, la expresión «al norte del Tweed» se utiliza para referirse a las personas y lugares de Queensland; del mismo modo, «al sur del Tweed» es un término utilizado por los habitantes de Queensland para referirse a los estados del sur de Australia. Este término probablemente surgió de los viajes de vacaciones de verano de los australianos del sur, que recorren la autopista del Pacífico a lo largo de la pintoresca costa norte de Nueva Gales del Sur. La autopista cruza muchos ríos a lo largo de su recorrido, siendo el Tweed el último antes de llegar a los destinos vacacionales de la Gold Coast, justo al otro lado de la frontera con Queensland. 

## Curso

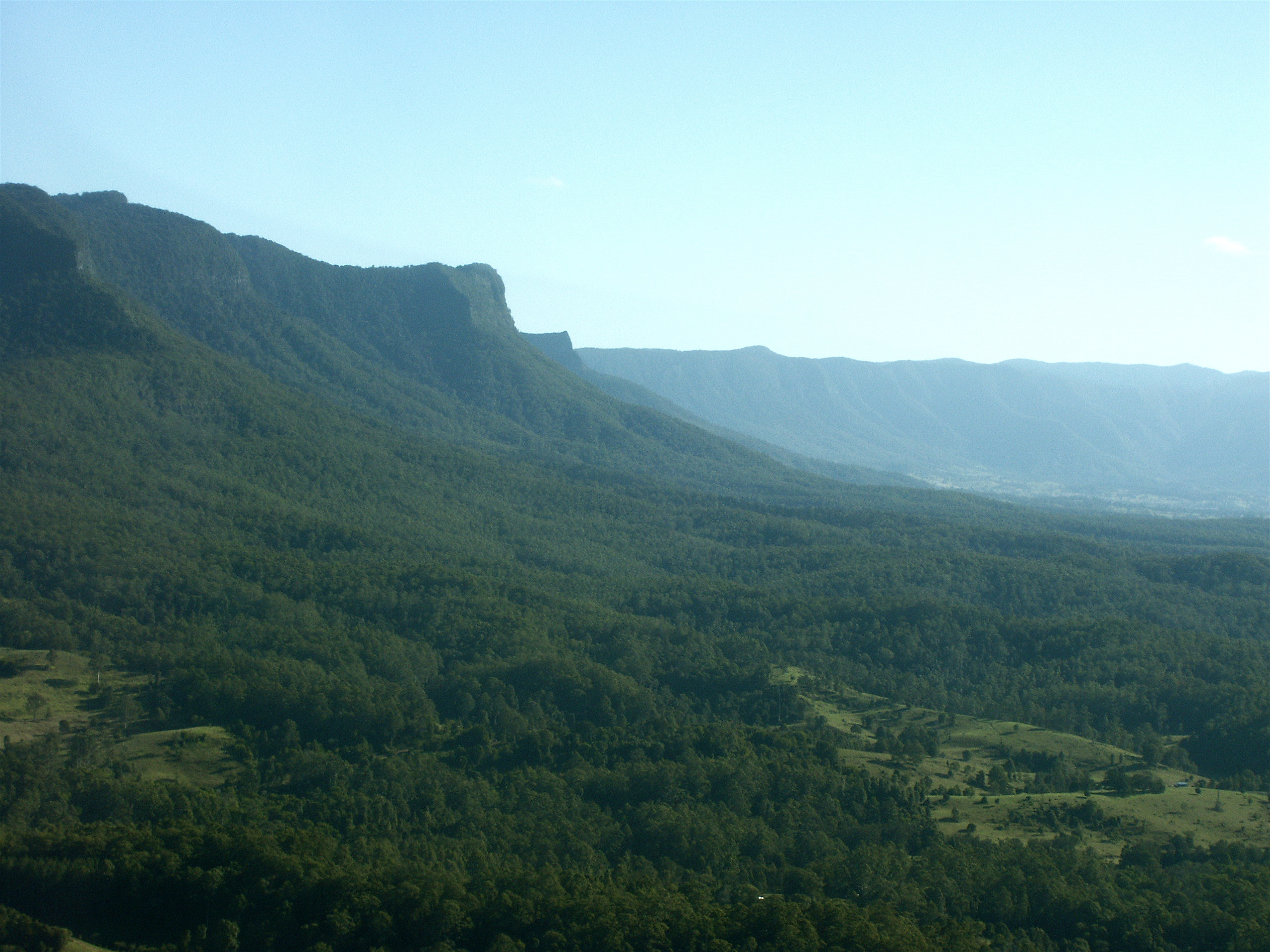
Valle superior del Tweed que muestra la pared de la caldera

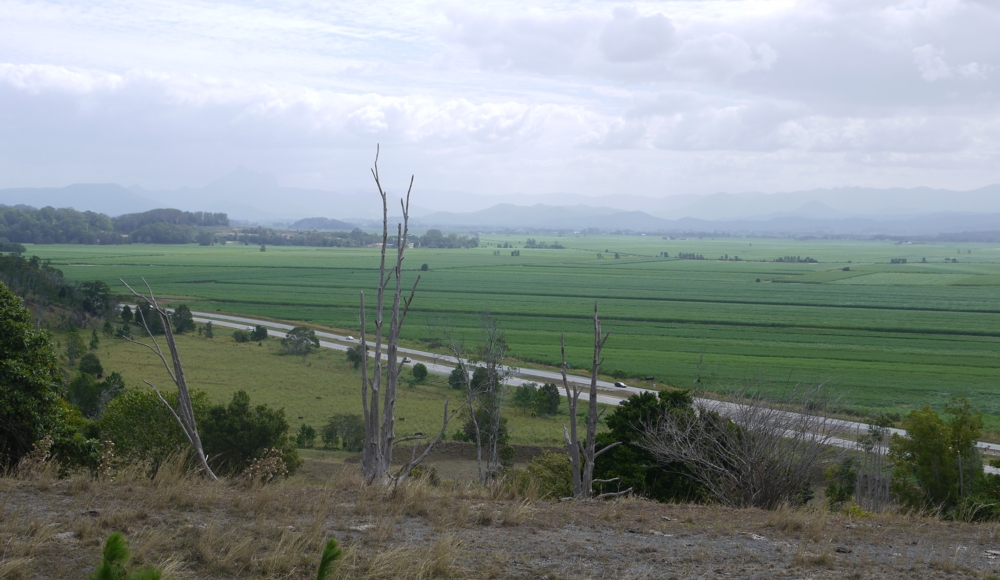
Valle del Bajo Tweed visto desde Duranbah

La influencia de las mareas del río se extiende más allá de Murwillumbah hasta Bray Park Weir. El estuario del río Tweed es un importante hábitat para las aves costeras. A lo largo de este río predominan los manglares grises. 

### Inundaciones

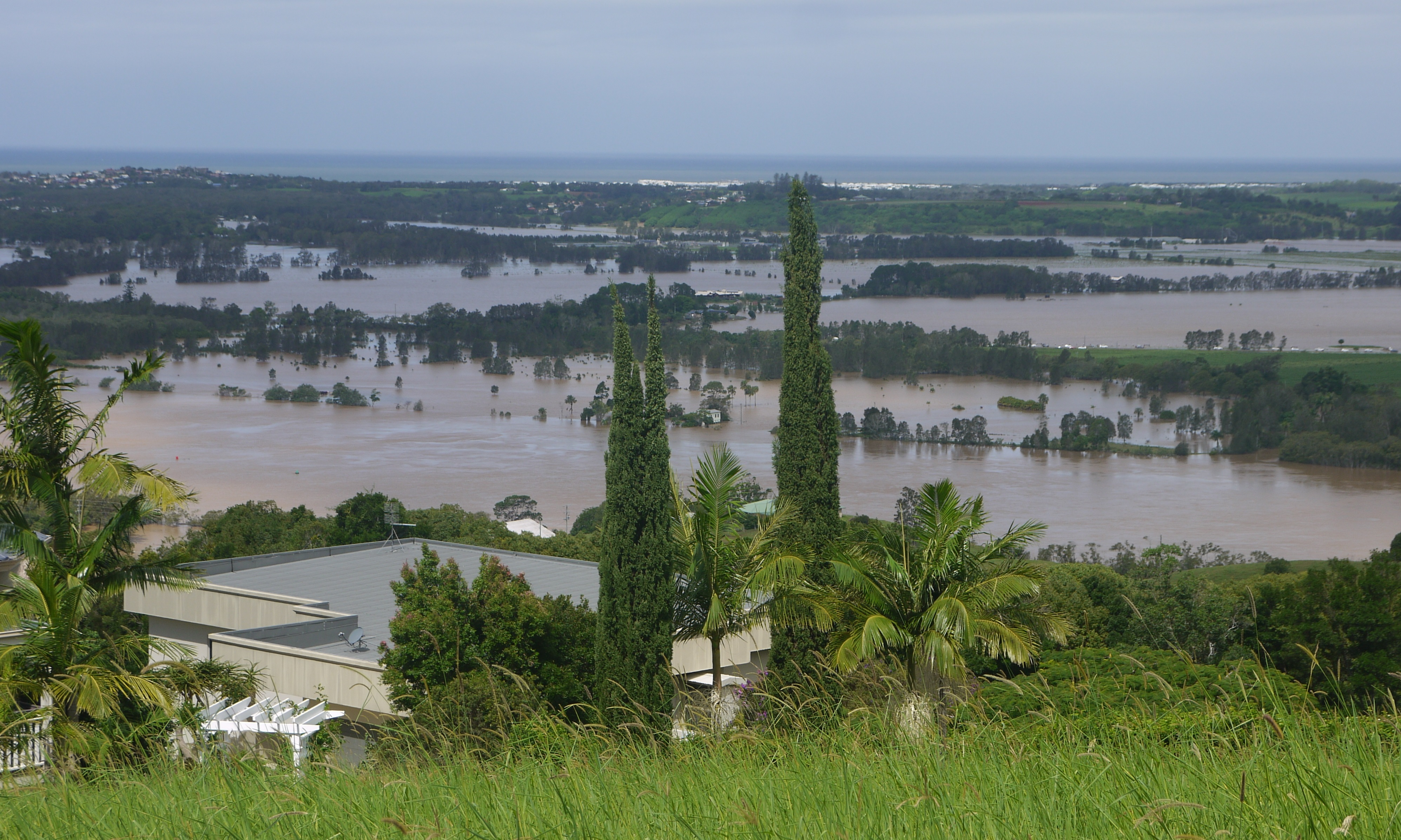
Inundaciones en el río Tweed. Vista desde Terranora el 1 de abril de 2017.

Durante el ciclón Oswald, el río Tweed sufrió importante  inundaciones, provocadas por los efectos residuales de la tormenta y la vaguada monzónica asociada que pasó por partes de Queensland y Nueva Gales del Sur. El río alcanzó un máximo de 3,3 m, el nivel más alto registrado en 30 años. 
A fines de marzo de 2017, las lluvias del ex ciclón tropical Debbie provocaron importantes inundaciones en el valle de Tweed; el medidor de Murwillumbah registró un pico de 6,2 metros. 

### Desembocadura
Hay un sistema de derivación de arena que funciona en la desembocadura del río Tweed. Un embarcadero en el extremo norte de Letitia Spit que recoge la arena y luego la bombea bajo el río Tweed hacia las playas del vecino estado de Queensland. Las salidas del sistema de derivación de arena de la entrada del río Tweed incluyen Duranbah Beach, Snapper Rocks East, Snapper Rocks West, Greenmount y Kirra . Eldragado de la desembocadura también se realiza periódicamente como parte del programa general de la derivación de arena. El ancho de la desembocadura del río Tweed es de unos 150 m . 
El delfín jorobado del Indopacífico alcanza el extremo sur de su distribución en la desembocadura del río. 